# Ircinia friabilis
Ircinia friabilis är en svampdjursart som först beskrevs av Polejaeff 1884.  Ircinia friabilis ingår i släktet Ircinia och familjen Irciniidae. Inga underarter finns listade i Catalogue of Life.